# レイチェル・ローク
レイチェル・ローク（Rachel Rourke、女性、1988年10月1日 - ）は、オーストラリアの元バレーボール選手。元オーストラリア代表。

## 来歴
2006年からアメリカ合衆国のオレゴン州立大学に進学する。卒業後はイタリアセリエＡのVolley San Vitoでプレーしていた。2012-13シーズンからはポーランドリーグの強豪アトム・トレフル・ソポトに加入し、欧州チャンピオンズリーグなどではエースとしてチームを牽引し、ポーランドリーグでは500得点をマークし、優勝へ導いた。
2013-14シーズンはアゼルバイジャンリーグのラビタ・バクーでプレーし、2014-2015シーズンからは韓国リーグの興国生命ピンクスパイダーズに移籍した。2015年、中国スーパーリーグの四川に移籍した。
2022年からオーストラリア代表のコーチを務める。

## 球歴
- 2011年 - アジア選手権
- 2013年 - 2014世界選手権アジア大陸予選
- 2013年 - アジア選手権
- 2014年 - ワールドグランプリ

## 所属クラブ
- オレゴン州立大学（2006-2010年）
- Volley San Vito（2010-2011年）
- ムシニアンカ・ムシナ（2011-2012年）
- アトム・トレフル・ソポト（2012-2013年）
- ラビタ・バクー（2013-2014年）
- 興国生命ピンクスパイダーズ（2014-2015年）
- Sichuan（2015-2017年）
- 北京汽車女排（2017-2020年）